# Provincia di Chari-Baguirmi
La provincia di Chari-Baguirmi, in italiano Sciari-Baghirmi, è una delle province del Ciad. Il capoluogo è Massénya.

## Suddivisioni amministrative
La provincia è divisa nei seguenti dipartimenti:
| Dipartimento | Capoluogo | Comuni                                         |
| ------------ | --------- | ---------------------------------------------- |
| Baguirmi     | Massénya  | Massenya, Billi, Bodoro, Mandjafa              |
| Chari        | Mandélia  | Mandélia, Koundoul, La Loumia, Lougoun-Gana    |
| Loug Chari   | Bousso    | Bousso, Bogomoro, Bä Illi, Kouno, Mogo, Mbarlé |
| Dourbali     | Dourbali  | Bougoumene, Dourbali, Maï Aïche, Linia,        |